# Kasteel van Beilstein
Het Kasteel van Beilstein is een ruïne in het gelijknamige Duitse Beilstein.
De heren Van Beilstein worden in 1129 voor het eerst genoemd. Waarschijnlijk werd rond diezelfde tijd het kasteel gebouwd op de resten van een eerder kasteel. Al vrij snel kwam het gebied in bezit van de graven van Nassau. Onder hen kwam de groei en ontwikkeling op gang. Aan het begin van de 14e eeuw werd begonnen met de bouw van het huidige kasteel. Het kasteel had een grondoppervlak van ruwweg 23 bij 9 meter, telde drie en een halve verdieping en had een hoogte van meer dan 13 meter.
Anna van Saksen, de tweede echtgenote van Willem I van Oranje kreeg in kasteel Beilstein huisarrest, nadat ze onder curatele was geplaatst van haar eigen familie. Ze was na een overspelige relatie met Jan Rubens op 22 augustus 1571 bevallen van dochter Christina van Dietz. Ze zorgde de eerste jaren voor haar dochter, maar Christina kwam vanaf 1575 onder de hoede van Jan van Nassau en ging op haar tiende het klooster in. Anna stierf op 18 december 1577.
Na de Dertigjarige Oorlog raakte het kasteel vervallen en in 1812 werd het verkocht voor de sloop. In de daarop volgende jaren werden grote delen van het slot afgebroken. Aan het eind van de 20e eeuw is er begonnen met het conserveren van de ruïne. Uiteindelijk werd in en om de bestaande bouw een nieuw gebouw van staal en glas geconstrueerd, dat nu dienstdoet als woonvoorziening voor gehandicapten.